# لوك رووي
لوك رووي (بالإنجليزية: Luke Rowe)‏ (16 سبتمبر 1991 بليمينجتون سبا في المملكة المتحدة - ) هو لاعب كرة قدم نيوزلندي في مركز الدفاع. شارك مع منتخب نيوزيلندا تحت 20 سنة لكرة القدم ومنتخب نيوزيلندا لكرة القدم. أما مع النوادي، فقد لعب مع برمنغهام سيتي وتيم ويلينغتون ونادي ويلينغتون فينيكس وميرامار رينجرز ‏ وEastwood Town F.C. ‏ وهنكلي يونايتد ‏ وBedworth United F.C. ‏.

## وصلات خارجية
- لوك رووي على موقع الاتحاد الدولي (مؤرشف)  (الإنجليزية)
- لوك رووي على موقع قاعدة بيانات كرة القدم.إي يو (الإنجليزية)
- لوك رووي على موقع ناشيونال فوتبول تيمز (الإنجليزية)
- لوك رووي على موقع Soccerbase.com (لاعب) (الإنجليزية)
- لوك رووي على موقع Soccerway.com (الإنجليزية)
- لوك رووي على موقع أوليمبيديا (الإنجليزية)